# Воскресенский собор (Красноярск)
Воскресенский собор — утраченный православный храм в Красноярске, первое каменное здание города.
Построен на территории острога — на Стрелке. В 1759 году староста красноярской соборной Преображения Господня церкви Леонтий Сидорович Пороховщиков нанял для постройки нового храма «города Енисейска разночинца» Петра Сокольникова.
Вероятно, в качестве образца при строительстве первого каменного храма Красноярска был использован Спасский собор Спасского монастыря в Енисейске.
В ходе строительства П. Сокольников был отстранён от руководства артелью, «по неисправной работе», и на его место в 1769 году был «подряжен» другой енисейский мастер — Савва Паклин, который к 1773 году и достроил здание церкви.
Пожар 1773 года уничтожил Красноярский острог и практически весь город, после пожара осталось только 30 домов. Из церквей, уцелели Благовещенская церковь и Воскресенский собор. Сгорела и первая красноярская соборная Преображенская церковь.

## Икона Преображения Господня
Икона создана к 100-летию со дня основания Красноярска для соборной Преображенской церкви сибирскими мастерами. День чествования иконы 6(19) августа соответствует дню закладки Красноярского острога.
После пожара 1773 года икона была восстановлена и с 1776 год по 1922 годы находилась в Воскресенском соборе. В 1795 году служащие городского магистрата пожертвовали к иконе серебряный оклад весом 13 фунтов 68 золотников. Икона с 1923 года хранится в Красноярском краеведческом музее, а её серебряный оклад был изъят в 1935 году с пометкой «сдан в банк для нужд индустриализации».

## После пожара
Стрелка Енисея стала торговым центром Красноярска. В XVIII веке базар устраивался один раз в неделю по воскресным дням в основном для продажи хлеба, овощей и других съестных припасов. В незначительном количестве торговали изделиями крестьянского хозяйства: холстом, сукном и т. д. Площадь перед Воскресенским собором стала называться «Базарной», а после строительства Богородице Рождественского собора «Старобазарной».
1 марта 1807 года в Красноярске, по дороге в Петербург умер граф Николай Резанов. Резанова похоронили в ограде собора. На могиле командора устанавили большой гранитный памятник.
На кладбище собора хоронили влиятельных людей города: градоначальников, купцов и других. На кладбище были похоронены градоначальники: Пётр Кузнецов, Павел Смирнов, Николай Гудков и другие.
Улица, начинавшаяся от Воскресенского собора (называлась Большой, позднее Воскресенской, ныне проспект Мира) — центральная улица города Красноярска.
В последний четверти XVIII века собор был значительно расширен путём пристройки с севера и юга одноэтажных приделов. В 1850 году взамен разобранной шатровой колокольни по проекту губернского архитектора Якова Алфеева была возведена новая колокольня. Колокольня была построена на средства купца Васильевского, который также был похоронен в ограде собора.
Путеводитель по Великой сибирской железной дороге (С-Петербург, 1900 год. Издание Министерства путей сообщения) сообщает, что на колоколе Воскресенского собора славянскими буквами написано: «189 г. іюля 1 день по указу Великого Государя данъ сей вестовой колоколъ съ Москвы изъ Сибирского приказу въ Сибирь на Красный Яръ, весу въ нёмъ 19 п. 31 ф.». В соборе также хранился «деревянный потир с живописными изображениями, относящимися к времени царствования Бориса Годунова».

## После 1917 года
После революции 1917 года в соборе разместили механический завод.
Во второй половине 1950-х годов по заключению совета по охране памятников культуры Академии наук СССР Воскресенский собор в Красноярске был признан ценнейшим памятником архитектуры.
Было предложено «реставрировать собор с реконструкцией глав по материалам сохранившихся фотографий и восстановить сохранившуюся ограду. Восстановить памятник русскому путешественнику Резанову, на что имеются документы от президиума Всесоюзного географического общества. Сам собор может быть использован под музей. Вокруг собора следует разбить сквер».
В Министерство культуры РСФСР было отправлено письмо с просьбой выделить специалиста и средства для восстановления Воскресенского собора, а над могилой «видного учёного Н. П. Резанова, пионера освоения Аляски и Калифорнии», организовать шефство. Осуществлять его должны были сразу четыре организации: школа № 27, управление ЕнУРП, дом учителя и механический завод.
Вскоре отношение городских властей к собору изменилось. Исполком горсовета принял новое решение: «признать нецелесообразным предложение комиссии о реставрации и восстановлении Воскресенского собора, как не представляющего собой ценного исторического памятника архитектуры».
В начале 1960-х годов Воскресенский собор был окончательно разрушен, могила командора Николая Резанова утеряна.
В 1983 году на месте разрушенного собора было построено здание филармонии с двумя концертными залами — большим и малым. При строительстве культурный слой не исследовался, археологических работ не проводилось.
Площадь перед собором сразу после революции была переименована в площадь Просвещения, или площадь Искусств. Ныне она носит название площадь Мира.

## 2007 год
В октябре 2007 года во время ремонта филармонии на площади сто квадратных метров вокруг здания было разрушено около пятнадцати погребений. Проведённые разведочные работы показали, что территория кладбища составляет около пятисот квадратных метров. Кроме погребений обнаружены остатки хозяйственных построек Красноярского острога: конструкции, фундаменты построек дорегулярной планировки, находившейся внутри крепости.
Летом 2007 года на площади Мира был установлен памятник командору Н. П. Резанову, а также восстановлен памятник, установленный в XIX веке на могиле Резанова.